# Eustrotia unca
Eustrotia unca là một loài bướm đêm trong họ Noctuidae.